# ヘヴィ・メタル・ビ・バップ
『ヘヴィ・メタル・ビ・バップ』（Heavy Metal Be-Bop）は、アメリカ合衆国のフュージョン・バンド、ブレッカー・ブラザーズが1978年に発表したライブ・アルバム。

## 背景
収録曲のうち「イースト・リヴァー」はスタジオ録音で、その他の曲はマイ・ファーザーズ・プレイスにおけるライブ録音だが、オーバー・ダビングも行われている。本作はテリー・ボジオ在籍時としては唯一のアルバムで、バンドの中心メンバーであるブレッカー兄弟は本作の録音前の1976年にも、フランク・ザッパのニューヨーク公演でボジオと共演しており、その模様はライブ・アルバム『ザッパ・イン・ニューヨーク』に収録された。なお、2014年夏には本作の参加メンバー（ただしマイケル・ブレッカーは既に死去しており、ランディ・ブレッカーの妻アダ・ロヴァッティが代役を務めた）が再結集してヨーロッパ・ツアーを行い、同年11月には日本公演も行われた。

## 反響・評価
アメリカでは総合アルバム・チャートのBillboard 200入りは果たせなかったが、『ビルボード』のジャズ・アルバム・チャートでは14位に達した。また、本作からのシングル「イースト・リヴァー」は、アメリカでは『ビルボード』の各種チャート入りを逃したが、イギリスでは5週にわたり全英アルバムチャートでトップ75入りして、最高34位を記録した。
河崎直人は「これまでのブレッカー・ブラザーズにはない過激なサウンドが満載で驚いてしまった」「ライヴの演奏はテンポが早いし、リズムセクションのキレの良さが違うせいか、ブレッカー兄弟のアドリブの構成力も際立っている」「彼らの作品を時系列で聴く場合は問題ないが、本作を最初に聴いてしまうと、他のアルバムが物足りなく感じるかもしれない」と評している。

## トラック・リスト
特記なき楽曲はランディ・ブレッカー作。
| #  | タイトル                                                                         | 作詞 | 作曲・編曲 | 時間 |
| -- | -------------------------------------------------------------------------------- | ---- | ---------- | ---- |
| 1. | 「イースト・リヴァー - East River」(Neil Jason, Bret Mazur, Kash Monet)          |      |            | 3:37 |
| 2. | 「インサイド・アウト - Inside Out」                                              |      |            | 9:32 |
| 3. | 「サム・スカンク・ファンク - Some Skunk Funk」                                   |      |            | 7:01 |
| 4. | 「スポンジ - Sponge」                                                            |      |            | 6:24 |
| 5. | 「ファンキー・シー、ファンキー・デュー - Funky Sea, Funky Dew」(Michael Brecker) |      |            | 8:03 |
| 6. | 「スクイッズ - Squids」                                                          |      |            | 7:56 |

## パーソネル
- ランディ・ブレッカー - トランペット、キーボード
- マイケル・ブレッカー – テナー・サクソフォーン
- バリー・フィナティ - ギター、バックグラウンド・ボーカル
- ニール・ジェイソン - ベース、リード・ボーカル
- テリー・ボジオ - ドラムス、バックグラウンド・ボーカル

アディショナル・ミュージシャン
- サミー・フィゲロア - パーカッション
- ラファエル・クルス - パーカッション
- ポール・シェイファー - ローズ・ピアノ(on #1)
- アラン・シュワルツバーグ - アディショナル・ドラムス(on #1)
- カッシュ・モネット -- パーカッション、手拍子、バックグラウンド・ボーカル(on #1)
- ヴィクトリア - タンバリン(on #1)
- ジェフ・ショーン、ロイ・ヘリング - バックグラウンド・ボーカル(on #1)
- ボブ・クリアマウンテン&フレンズ - 手拍子(on #1)